# Wit-Russische Linkse Partij "Een Rechtvaardige Wereld"
De Wit-Russische Linkse Partij "Een Rechtvaardige Wereld" (Wit-Russisch: Беларуская партыя левых «Справядлівы свет», Bjelaroeskaja partija lievitsj «Spraviadlivi svjet»; Russisch: Белорусская партия объединённых левых «Справедливый мир», Beloroesskaja partija objedinonnich levich «Spravedlivi mir»), tot 2009 Wit-Russische Partij van Communisten (ПКБ) genoemd, is een oppositiepartij in Wit-Rusland (Belarus) die gekant is tegen het beleid van president Aleksandr Loekasjenko. 

## Geschiedenis
De Wit-Russische Partij van Communisten (PKB) werd in 1991 opgericht als opvolger van de verboden Communistische Partij van Wit-Rusland (KPB). De KPB was gedurende de Wit-Russische SSR de enige toegestane politieke partij en bezat een volledige machtsmonopolie. De Opperste Sovjet van Wit-Rusland verbood de KPB na de mislukte augustusstaatsgreep in Moskou waarbij conservatieve communisten een einde wilden maken aan het bewind van Sovjetleider Michail Gorbatsjov. De terughoudende opstelling tijdens de couppoging van de Wit-Russische partijleiding werd gelaakt door de Opperste Sovjet. In 1992 werd het verbod op de communistische partij in het inmiddels onafhankelijke Wit-Rusland opgeheven en werd de Partij van Communisten van Wit-Rusland (ПКБ). In 1994 volgde een naamswijziging in Wit-Russische Partij van Communisten. Een deel van de partijtop was van meet af aan gekant tegen het bewind van president Loekasjenko; het leeuwendeel van de partijleiding schaarde zich achter de president. Bij de parlementsverkiezingen van 1995 werd de PKB de grootste partij met 42 van de 260 parlementszetels.
In 1996 voltrok zich een scheuring binnen de PKB toen de pro-Loekasjenko-krachten binnen de partij zich afscheiden en de Communistische Partij van Wit-Rusland (KPB) vormden. Bij de parlementsverkiezingen van 2000 verloor de PKB al haar zetels in het Huis van Afgevaardigden en als grootste partij werd de PKB afgelost door de KPB.
Bij de Wit-Russische parlementsverkiezingen van 2004 maakte de PKB deel uit van de democratische oppositie, de Volkscoalitie 5+. Deze bundeling van vijf oppositiepartijen wist echter geen zetels te bemachtigen in het parlement. 
In 2006 werd er van regeringszijde druk uitgeoefend op de PKB om zich te herenigen met de KPB. De leiding van de PKB hield echter voet bij stuk. In 2007 werd de partij zogenaamd vanwege onregelmatigheden voor zes maanden geschorst. 
Op 25 oktober 2009 werd de partijnaam gewijzigd in Wit-Russische Linkse Partij "Een Rechtvaardige Wereld". 
Bij de parlementsverkiezingen van 2008, 2012, 2016 en 2019 wist de PKB geen zetels te bemachtigen in het parlement.
Partijleider Sergej Kaljakin (*1952) trachtte zich in 2001 en 2015 te kandideren voor het presidentschap, maar de kiescommissie weigerde hem telkens te registreren.
Als oppositiepartij is de Linkse Partij aangesloten bij de Verenigde Democratische Krachten.

## Ideologie
De Linkse Partij kent het marxisme-leninisme en het democratisch socialisme als ideologie.